# Faisal Agab
Faisal Agab Sido (arab. فيصل العجب, ur. 24 sierpnia 1978 w Chartumie) – piłkarz sudański grający na pozycji ofensywnego pomocnika.

## Kariera klubowa
Piłkarską karierę rozpoczął w klubie Al-Merreikh z Omdurmanu. W jego barwach zadebiutował w pierwszej lidze sudańskiej w 1993 roku. Wraz z Al-Merreikh wywalczył mistrzostwa kraju w latach 1993, 1997, 2000, 2001, 2002, 2008. Zdobył też dziewięć Pucharów Sudanu w latach 1993, 1994, 1996, 2001, 2005, 2006, 2007, 2008, 2010.

## Kariera reprezentacyjna
W 2008 roku został powołany do reprezentacji Sudanu przez selekcjonera Mohameda Abdallaha do kadry na Puchar Narodów Afryki 2008. W eliminacjach do tego turnieju zdobył 5 goli i był najlepszym strzelcem obok czterech innych zawodników. W 2012 roku został powołany na Puchar Narodów Afryki 2012.